# Karta postaci

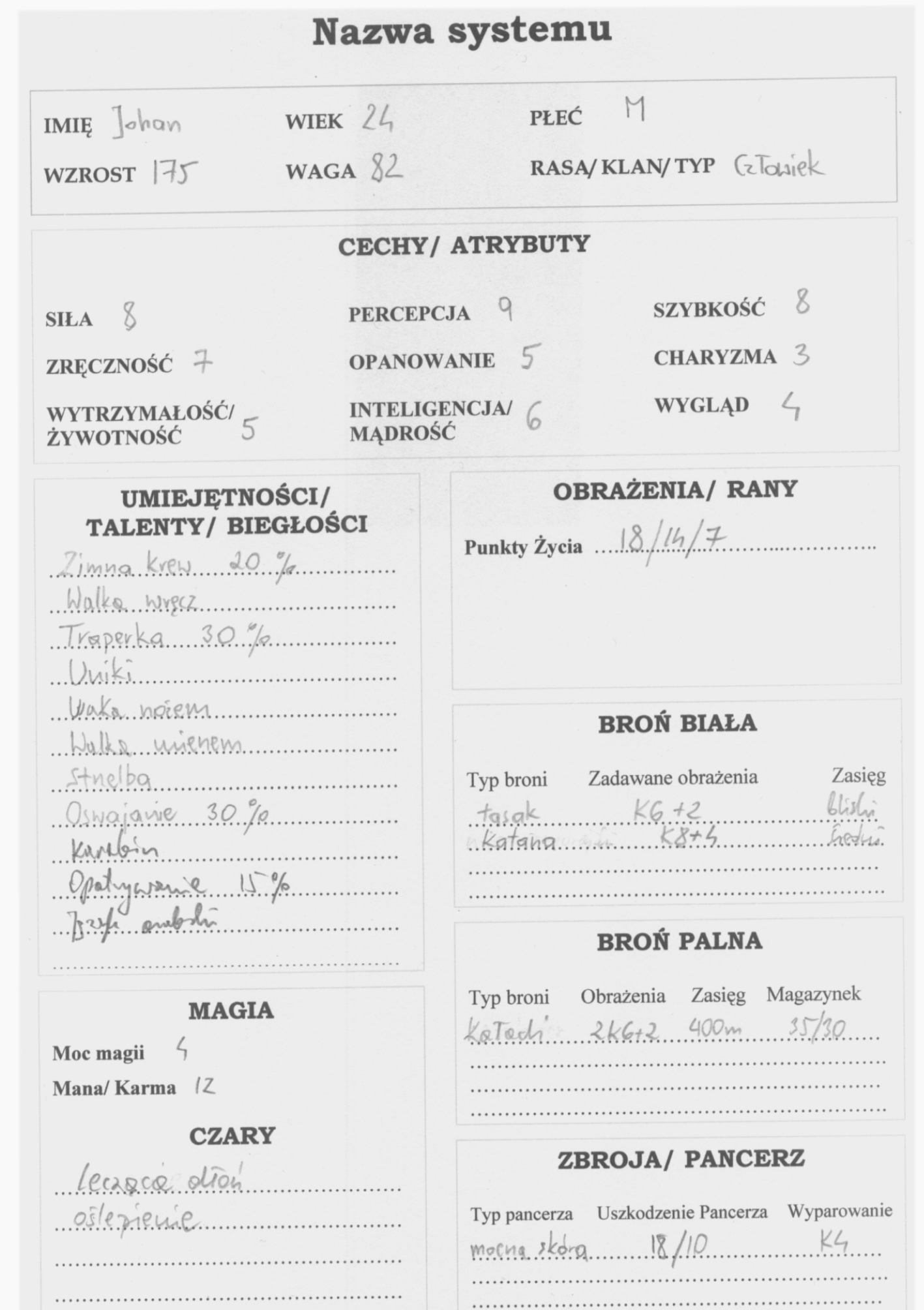
Przykładowa struktura karty postaci

Karta postaci – w grach fabularnych standardowa kartka, zwykle formatu A4, na której, zależnie od systemu, gracze wpisują wartości współczynników postaci odgrywanej w danym systemie. Zazwyczaj współczynniki wpisywane są ołówkiem w specjalnie przygotowane pola i zmieniane podczas sesji, gdy dane cechy postaci ulegają zmianie (na przykład, gdy na skutek upadku z dużej wysokości żywotność postaci spadnie, gracz odnotowuje to na swojej karcie). Oprócz współczynników znajdują się na karcie także dodatkowe pola dzięki którym gracz może szerzej opisać charakterystykę postaci. 
Zazwyczaj karta postaci zapisywana jest z obu stron. Na pierwszej stronie, w nagłówku, znajdują się informacje ogólne takie jaki imię postaci, jej wiek, płeć, wzrost, waga i w zależności od systemu rasa, klan, typ czy inne. Poniżej znajdują się pola związane ze współczynnikami takimi jak: cechy postaci, umiejętności, lista czarów (w systemach fantasy), charakterystyki pancerza (zbroi) i broni używanych przez postać, a także pole, w którym zaznacza się odnoszone przez postać obrażenia. 
Na rewersie znajdują się najczęściej informacje rzadziej wykorzystywane podczas sesji, m.in. informacje o posiadanym ekwipunku, pole, w którym zapisuje się biografię postaci oraz informacja o zdobytych przez postać punktach doświadczenia.

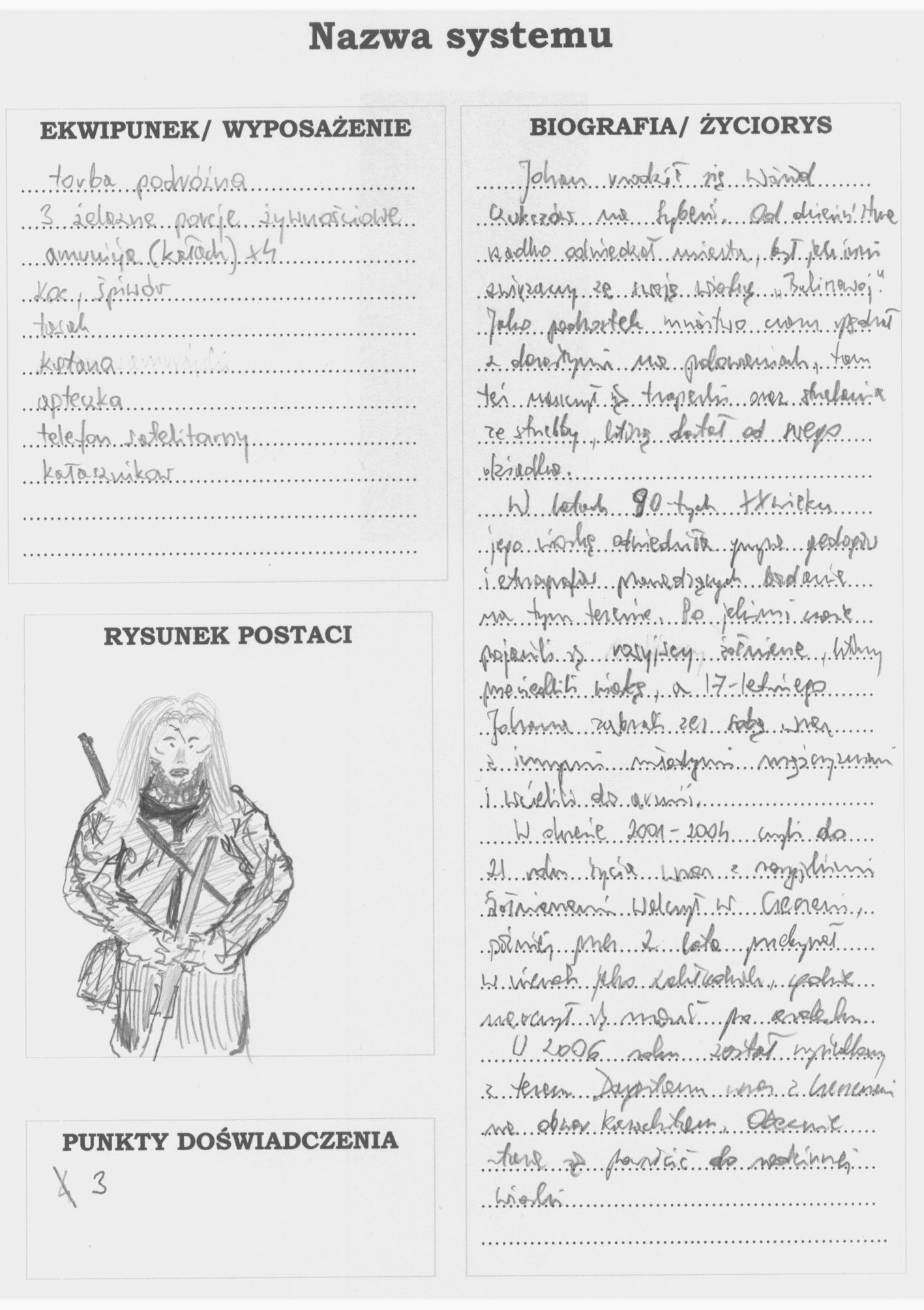
Przykładowa struktura karty postaci (rewers)